# Giuseppe Salvatore Pianell
Giuseppe Salvatore Pianell (Palermo, 9 novembre 1818 – Verona, 5 aprile 1892) è stato un generale e politico italiano.
Conte dal 1856.
Fu nominato Ministro della Guerra del Regno delle due Sicilie nel luglio 1860, nei giorni cioè dell'Impresa dei Mille. Favorevole ad un'alleanza con il Piemonte e all'applicazione della costituzione promulgata da Francesco II, si trovò per questo avversario di buona parte della corte borbonica. Diede le dimissioni dopo poche settimane di ministero e, a seguito della proclamazione del Regno d’Italia, chiese e ottenne di entrare nell'Esercito italiano con il grado di generale.
Si distinse nella Battaglia di Custoza (1866) quale comandante dell'unica divisione italiana che non arretrò di fronte alla controffensiva austriaca. Nel 1869 divenne comandante delle forze del Regio Esercito in Italia settentrionale. Rifiutò più volte la carica di Ministro della Guerra del Regno d'Italia e fu deputato e Senatore a vita nel Parlamento italiano. Dai borbonici venne accusato di aver favorito la scomparsa del Regno delle Due Sicilie, da alcuni unionisti del contrario. Divenne, poi, uno dei simboli dell'unità nazionale.

## Biografia

### Le origini e la gioventù (1818-1845)
Giuseppe Salvatore Piànell (a volte indicato come Pianelli erroneamente o per derisione) nacque a Palermo nel 1818 da Francesco Pianell, funzionario dell'amministrazione militare borbonica, e da Cirilla Jannelli figlia unica del generale barone Jannelli. Quest'ultimo, per i servizi resi in guerra a Gioacchino Murat, acquisì il feudo di S.Eufemia che i Borbone si ripresero dopo la Restaurazione.
Nel 1827, nel contesto di una vasta ristrutturazione, l'Esercito borbonico da forza di professionisti stranieri diveniva, per motivi economici, forza di coscrizione obbligatoria. I gradi di ufficiale per i reggimenti siciliani furono messi in vendita e il padre di Pianell comprò per il figlio quello di Capitano. Pianell divenne, così, capitano a 9 anni e il 1º novembre 1828 entrò nel collegio militare della Nunziatella, a Napoli. Ne uscì nel settembre 1836 ottenendo ottimi risultati e prendendo servizio come capitano nel 6º Battaglione Cacciatori.

### Le Campagne contro i moti siciliani (1846-1850)
Il 15 marzo 1846, Pianell venne nominato Maggiore e comandante del 1º Battaglione Cacciatori. Scoppiata la Rivoluzione indipendentista siciliana del 1848, partecipò con il suo reparto alla spedizione comandata da Guglielmo De Sauget a Palermo. Durante i combattimenti, il 16 gennaio 1848, rimase ferito nel portarsi alla testa del suo battaglione che si preparava ad attaccare i rivoltosi.
Nella primavera dello stesso 1848 mentre a Napoli era imminente la rivolta, da Cosenza Pianell dimostrò per la prima volta ufficialmente un'autonomia di giudizio critico sulla situazione del Regno. Dal giugno all'agosto 1848 fece parte della spedizione delle Calabrie con la colonna comandata dal generale Ferdinando Lanza che forzò con successo il passaggio della valle del Crati (o di San Martino) occupata dai rivoltosi. In questa occasione Pianell si distinse e Lanza ne comunicò notizia ai superiori (luglio 1848).
Nel settembre 1848, seguendo gli eventi della rivoluzione, Pianell fu di nuovo in Sicilia dove il suo 1º Battaglione Cacciatori partecipò alla riconquista di Messina. Per questa azione il reparto ottenne una “promozione di grazia” per ogni militare di ogni grado da 1° Sergente a 1° Tenente. Pianell stesso, per i fatti di Palermo e di Messina, fu decorato della Croce di Cavaliere del Real Ordine di San Ferdinando e del merito (24 novembre 1848).
Proseguendo i moti rivoluzionari in Sicilia, nell'aprile del 1849 Pianell, che intanto era stato promosso Tenente colonnello, si trovò a far parte della spedizione che da Messina mosse con grande successo per la riconquista di Taormina e Catania. Fu ricompensato con la Medaglia d'Oro di prima classe e, l'anno dopo, decorato della Croce d'Ufficiale dell'Ordine Militare di San Giorgio della Riunione delle due Sicilie (agosto 1850).

### Colonnello e generale a Gaeta (1850-1859)

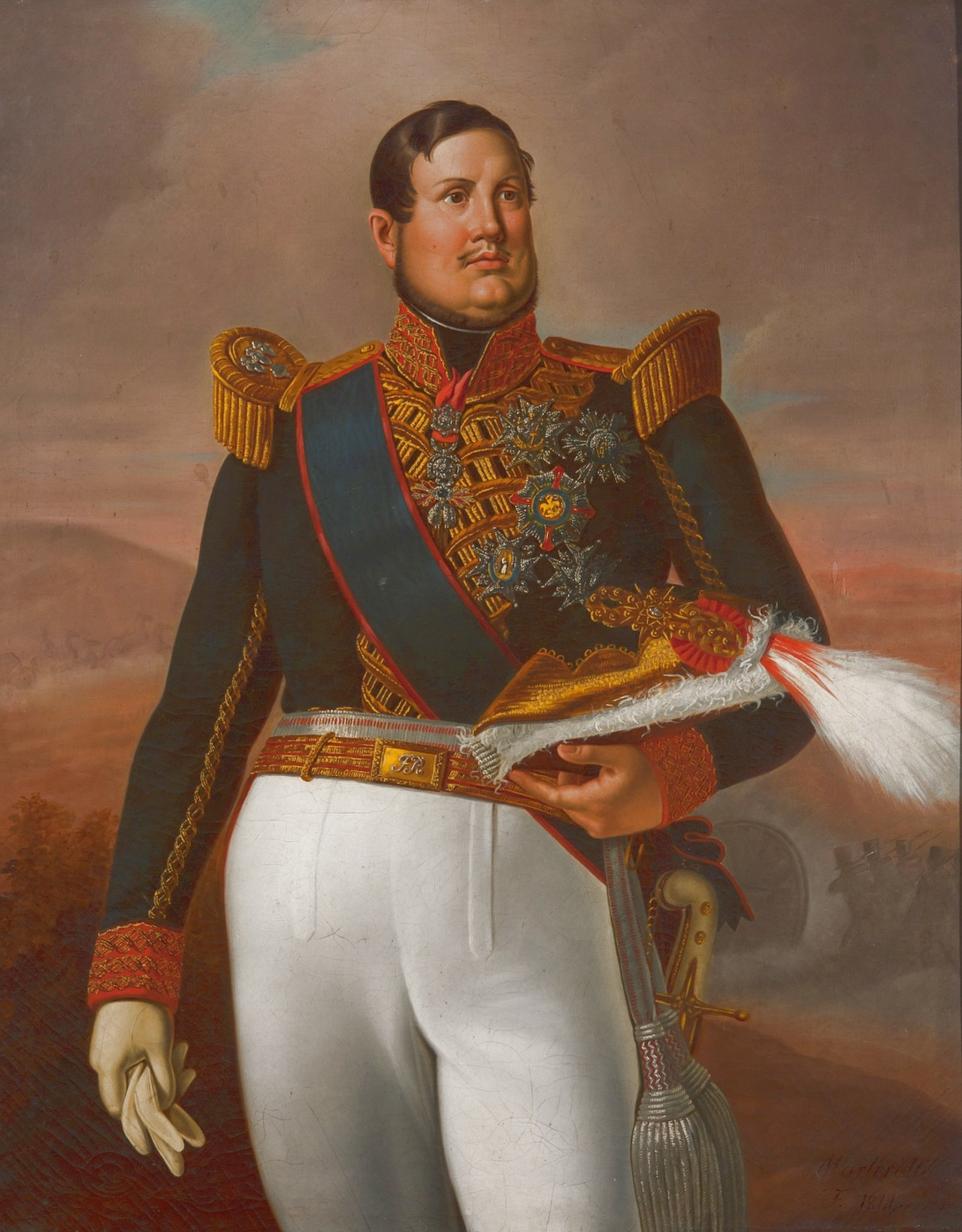
Ferdinando II di Borbone. Nel 1855 costrinse Pianell ad un ritiro forzato a Gaeta che durò fino alla salita al trono di Francesco II nel 1859.

Nel marzo 1850, a neanche 32 anni, Pianell fu promosso Colonnello e gli fu assegnato il 1º Reggimento di linea. Nel 1855 un episodio interruppe inaspettatamente la serie di consensi: Re Ferdinando II di Borbone, durante un'ispezione alla caserma di San Potito, a Napoli, comandata da Pianell, diede credito ad alcune rimostranze dei soldati che si lamentarono del vitto e dei superiori. Davanti a loro, Ferdinando ordinò che Pianell fosse rinchiuso per 15 giorni al Castel Sant'Elmo, punizione che fu eseguita e scontata.
Fu probabilmente una misura precauzionale che il sovrano prese contro le idee liberali e l'autonomia di giudizio del Colonnello che, con il suo reggimento, fu poi trasferito a Gaeta. Vi rimase fino alla morte di Ferdinando che per anni ripeté: «Quel signorino pensa troppo… è meglio tenerlo lontano».
Nonostante ciò, Pianell nel dicembre 1855 fu promosso generale comandante la brigata di Gaeta e nel luglio del 1856, grazie al futuro suocero, il conte Costantino Ludolf, ricevette la notizia che sarebbe diventato conte sposando la figlia di costui, Eleonora, con la quale era già fidanzato: le nozze si celebrarono Il 6 agosto 1856.
La consorte di Pianell, Eleonora Ludolf, apparteneva a una famiglia di diplomatici che si trasferì a Napoli da Erfurt, in Turingia ai tempi di Carlo di Borbone. I coniugi Pianell vissero serenamente gli anni di Gaeta, durante i quali il generale si dedicò al servizio e a quegli studi militari che non avrebbe più abbandonato.

### Luogotenente in Abruzzo (1859-1860)
Il 20 maggio 1859 morì a Caserta Ferdinando II; gli succedette al trono Francesco II che dovette subito affrontare le importanti novità del tempo: il Ducato di Parma, il Ducato di Modena e Reggio e la Romagna passavano nella sfera d'influenza piemontese, mentre un esercito garibaldino minacciava la frontiera pontificia.
Francesco II decise di richiamare Pianell dal ritiro di Gaeta e lo nominò, il 1º luglio 1859, comandante della brigata di Nocera che era di guarnigione a Napoli, ai Granili. Aggravandosi la situazione politica, il 21 settembre lo riconvocò alla Reggia di Portici e gli affidò un'armata di dodicimila soldati per proteggere i confini nord-orientali del Regno contro la paventata invasione garibaldina. Gli conferì inoltre pieni poteri come Comandante Territoriale delle tre province abruzzesi.
In quella occasione Pianell espresse a Francesco II la necessità di concedere libere istituzioni che accontentassero gli onesti desideri del suo popolo. Il 28 settembre 1859 partì per Sulmona dove arrivò il giorno dopo.
I lavori di difesa e di riorganizzazione in Abruzzo risultarono molto impegnativi. La minaccia di invasione da Nord, tuttavia, sembrò scongiurata già a novembre, quando i piemontesi si resero conto che sollevare una questione in sede europea in merito ad un attacco in territorio pontificio sarebbe stata una follia dal punto di vista politico. Pianell, continuò comunque la sua opera, riorganizzando gli uffici governativi e comunali, riformando il personale della giustizia e della polizia, tracciando e facendo eseguire lavori pubblici per i quali fece lavorare sia il personale locale sia i soldati; e quando nel luglio del 1860 fu richiamato a Napoli, gli abitanti di Chieti e Ortona lo elessero cittadino onorario.

#### Le dimissioni di Filangieri
Il generale Carlo Filangieri, all'inizio del 1860, dava le dimissioni da Presidente del Consiglio e Ministro della Guerra. Pianell, che ammirava il suo ex comandante, ne condivideva anche le idee politiche. Entrambi auspicavano, infatti, un'alleanza del Regno delle Due Sicilie con il Piemonte e la proclamazione della Costituzione. Filangieri si dimise per disaccordi con Francesco II e Pianell accolse la notizia come «la più grave sventura per il Paese, per l'esercito e per me».
Il 15 febbraio 1860 Pianell si lamentò di calunnie subite; egli era tuttavia convinto che qualcosa dovesse cambiare. A marzo scrisse alla moglie: «Non si può restare eternamente stazionari. Il mondo cammina, e bisogna camminare con esso. Bisogna dare un legittimo sfogo alle forze vitali della società, sotto pena che non reagiscano occultamente e, alla fine, straripino». Fatto sta che il 19 aprile dello stesso 1860, il generale Pianell venne promosso Maresciallo di campo.

#### I consigli a Francesco II
A sostegno dei moti siciliani, l'11 maggio 1860 Garibaldi sbarcava a Marsala e il 30 entrava a Palermo. Il 25 giugno Francesco II concesse finalmente la Costituzione riattivando quella del 1848, annunciò un'amnistia per i reati politici e la formazione di un nuovo governo presieduto dal liberale Antonio Spinelli che, come Pianell, auspicava un'alleanza con il Piemonte.
Dopo molte difficoltà il Presidente del Consiglio formò la sua compagine, assegnando a Giosuè Ritucci il Ministero della Guerra, dopo che avevano rifiutato l'incarico Roberto de Sauget, il principe d’Ischitella (1788-1875) e Francesco Casella (1781-1875).
In quel periodo Pianell scrisse più volte al governo e al re. A Francesco II dichiarò che per salvare il Paese occorreva attuare la Costituzione appena promulgata, accettare una confederazione di Stati Italiani e riorganizzare completamente l'esercito, puntando soprattutto sulla disciplina.
Il 6 luglio 1860 Francesco II richiamò dall'Abruzzo Pianell che il 13, in un Consiglio di Guerra in cui erano presenti anche il re e Spinelli, sostenne che la perdita di Palermo aveva demoralizzato le truppe e che da Messina era al momento impossibile far partire una riconquista della Sicilia. Politicamente, aggiunse, la continuazione delle ostilità sarebbe stata controproducente e sollecitò una tregua per stringere una Lega Italiana con il Piemonte. La tregua avrebbe avuto anche lo scopo di riorganizzare l'esercito e attuare il regime costituzionale di modo da guadagnare la fiducia dei progressisti e, in ultima analisi, tentare di riconquistare la Sicilia. Queste idee furono validamente sostenute dal Ministro degli Esteri Giacomo De Martino (1811-1877).

### Ministro della Guerra del Regno delle Due Sicilie (1860)

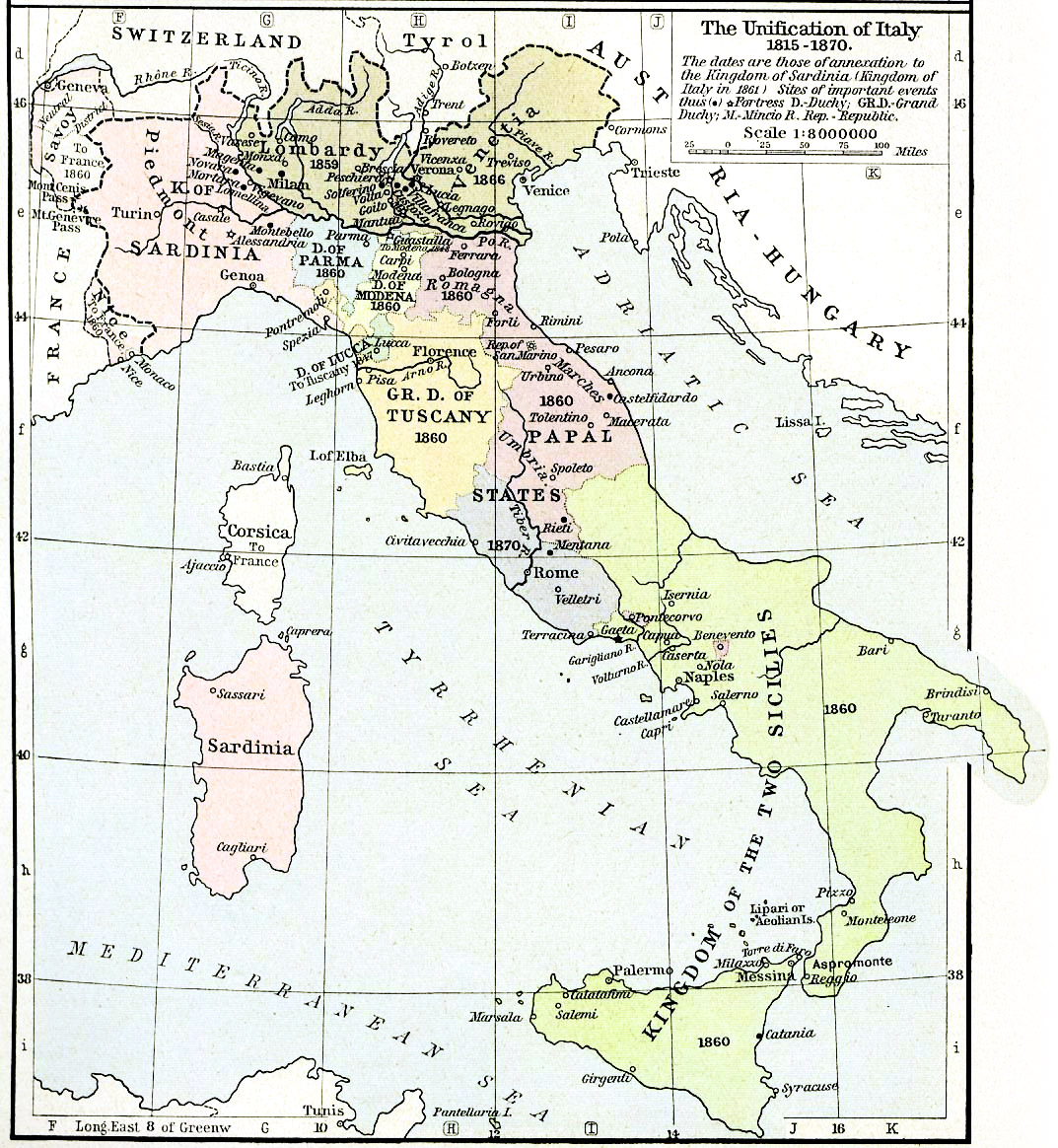
Con la Costituzione del giugno 1860 il Regno delle Due Sicilie (Kingdom of Two Sicilies) aspirò ad un accordo, per tutelare gli interessi comuni, con il Piemonte (Sardinia).

La bandiera del Regno delle due Sicilie dopo la proclamazione della Costituzione del giugno 1860

In questa fase, il governo, di fronte al rifiuto di alcune guarnigioni di obbedire alla Costituzione temette un complotto di cortigiani reazionari e si decise per un rinnovamento a favore di personalità più liberali. Il giorno dopo il Consiglio di Guerra, il 14 luglio 1860, Pianell fu nominato Ministro della Guerra al posto di Ritucci, e Liborio Romano sostituì il Ministro degli Interni Federico Del Re.
L'Ordine del giorno emanato da Pianell all'esercito napoletano il 15 luglio 1860 così si conclude: «[…] Gli Uffiziali […] e soldati, abbiano perciò in mente che Re costituzionale, Alleanza italiana, Bandiera italiana, autonomia propria, ormai ci riuniscono in una sola famiglia, per così dimostrare che siamo tutti mallevadori di queste nuove istituzioni profittevoli a tutti, e segnatamente a quanti sono e s'incamminano nella gloriosa carriera delle armi».
Il giorno dopo Francesco II decorò, per i servizi resi in Abruzzo, Pianell con la Croce di Commendatore dell'Ordine di Francesco I.

#### Le operazioni in Sicilia
Coerentemente con le sue idee, Pianell diede immediatamente ordini al comandante delle truppe a Messina, il generale Tommaso Clary, di mantenersi sulla difensiva. Costui, invece, il 14 luglio, consentì alla brigata comandata da Ferdinando Bosco di partire alla volta di Milazzo, minacciata dalle truppe garibaldine. Dopo alcuni scontri, il 20, Bosco fu costretto a ripiegare verso la cittadina siciliana.
Pianell chiese, invano, a Clary di marciare in soccorso di Bosco e trasferì a Castellammare tre battaglioni esteri e una batteria svizzera da sbarcare alle spalle del nemico. I rinforzi però non poterono essere imbarcati per gravi dissidi fra Luigi di Borbone conte d’Aquila (zio di Francesco II) e la Marina borbonica.
Fallito questo tentativo, che demoralizzò maggiormente l'esercito, Pianell, d'accordo con il resto del governo, decise di ritirare le truppe da Milazzo e riportarle a Napoli.

Inoltre, approfittando della proposta della Francia al Piemonte di imporre un armistizio a Garibaldi, stabilì di ritirarle anche da Messina allo scopo di non esporle a un'ulteriore sconfitta, e di favorire i diplomatici che trattavano per la Lega Italiana (a cui Pianell guardava con eccessive speranze).

Ma Garibaldi non si accordò con il Piemonte e il generale Clary fu costretto a trattare da solo la capitolazione consegnandogli, il 28 luglio 1860, la città. Le condizioni di resa consentirono comunque alle truppe di Messina di essere imbarcate e di essere destinate alla difesa della Calabria.

#### I tentativi di riorganizzare l'Esercito
Abbandonata quasi completamente la Sicilia, Pianell si concentrò sulla riorganizzazione continentale dell'Esercito borbonico. Si adoperò a provvedere i corpi reduci da Palermo dell'equipaggiamento necessario, diede esempi di rigore in diversi reparti, costrinse i renitenti a raggiungere le loro destinazioni, respinse le domande di licenza o dimissioni, si preoccupò di promuovere dove occorreva, soprattutto nel Genio, e aumentò il numero degli ufficiali di Stato Maggiore.
Per gli ufficiali reduci da Palermo puniti dal re con un ritiro forzato a Ischia, Pianell istituì una Giunta militare per stabilire le responsabilità e recuperare gli uomini meritevoli e destinarli alla difesa della Calabria. La Giunta militare, al termine delle indagini, dichiarò di non aver trovato nessun grave elemento di colpevolezza, per cui tutti gli indagati furono liberati e tornarono a Napoli. Diversamente da quanto aveva sperato, Pianell si trovò a dover gestire una moltitudine di ufficiali che si dicevano disonorati e screditati, alcuni dei quali volevano essere giudicati mentre altri chiedevano le dimissioni. Qualcuno di loro, tuttavia, fu recuperato e rientrò in servizio.
A corte, intanto, le insinuazioni di Francesco di Borbone, conte di Trapani che accusavano Pianell di avere relazioni con i comitati rivoluzionari non impedirono a quest'ultimo di proseguire il suo lavoro e formare le brigate e le divisioni del nuovo esercito continentale. Per il comando in capo, Pianell decise per il generale Giambattista Vial, in considerazione del fatto che era giovane e istruito, non era stato coinvolto nei fatti di Sicilia, ispirava fiducia al re e non era osteggiato dalla truppa. Soprattutto era uno dei pochi disponibili.

#### I contrasti con i generali

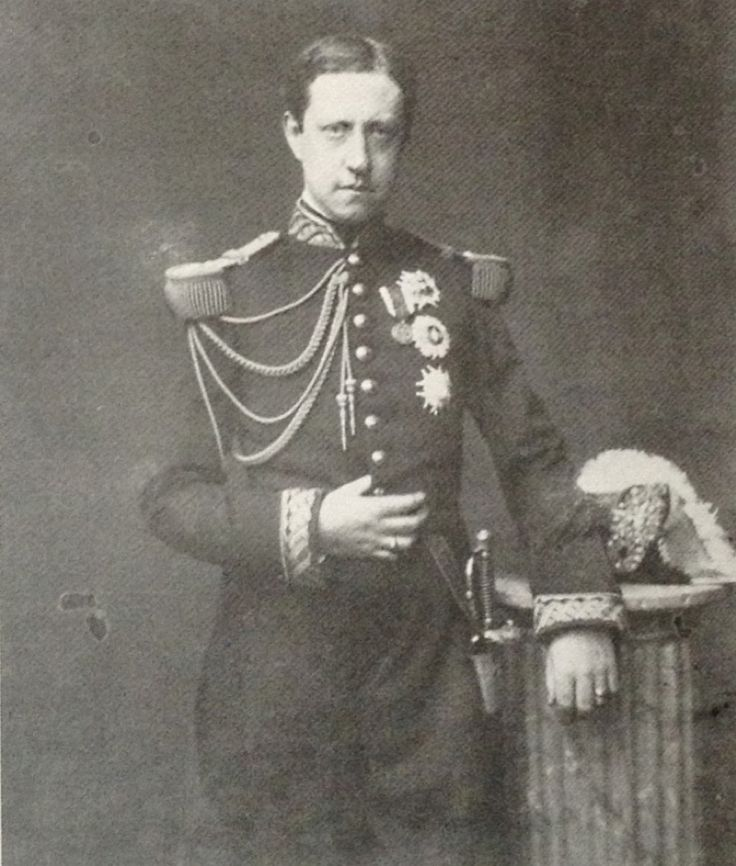
Il Conte di Trapani, l'avversario di Pianell più influente presso la corte borbonica.

Vial accettò volentieri l'incarico, ma non tutti i comandanti erano entusiasti. Il generale Bartolo Marra Il 2 agosto telegrafò lamentando la mancanza di istruzioni e carte topografiche e qualche giorno dopo mandò un telegramma nel quale, con espressioni irrispettose, si considerò esonerato dal comando. L'avvenimento fece molto scalpore; Pianell dovette rimproverare il generale e questi rispose ancora in modo insolente, fin quando, l'8 agosto, venne richiamato a Napoli e messo agli arresti a Castel Sant'Elmo.
In quegli stessi giorni, l'ex collega di Pianell Mariano d'Ayala inviato da Cavour per favorire la causa italiana, propose al Ministro della Guerra di passare con l'esercito borbonico al Piemonte, ottenendone un rifiuto.
Il 19 agosto 1860, eludendo la sorveglianza delle poche navi della marina borbonica, Garibaldi passò lo Stretto di Messina e sbarcò a sud di Reggio Calabria. Volendo sfruttare la superiorità numerica, Pianell e Francesco II ordinarono di concentrare gli attacchi sui nemici sbarcati; ma Vial, fin dal primo momento, perse i contatti con i suoi generali, i quali, d'altra parte, invece di tenere riunite le truppe le sfiancarono in marce inconcludenti.
Il 21 agosto Pianell, con un telegramma, spronò Vial all'attacco:

«Ricevo la sua segnalazione delle ore 10,25. Debbo osservarle non essere più tempo di aspettare che il bisogno lo richieda per marciare. Non saprei riconoscerne di maggiore del presente. La prego caldamente di concentrare la truppa che ha in mano, qualora Ella sia ben certo essere la maggior forza sbarcata fra Scilla e Bagnara […] Non smetta di attenersi alle istruzioni ricevute».

#### Gli avvenimenti in Calabria
Iniziarono, intanto, a propagarsi voci su contatti di ufficiali superiori borbonici con i garibaldini. Il colonnello napoletano Giuseppe Ruiz de Ballestreros telegrafò al re il 22 agosto che le brigate dei generali Nicola Melendez e Fileno Briganti si erano arrese a Villa San Giovanni senza sparare un colpo. La notizia, ritenuta giustamente falsa, indignò Pianell e Francesco II che moltiplicarono i loro sforzi per richiamare i comandanti al senso del dovere.
Ruiz, che aveva annunciato la sua ritirata, ricevette da Pianell un telegramma, partito lo stesso giorno 22 agosto alle 18, che gli ordinava di tornare e riunirsi immediatamente al grosso delle truppe. Il giorno dopo Ruiz si dimise dal comando. Intanto Pianell incitava ancora Vial, che non era riuscito a sostituire, ad attaccare con quello che fu l'ultimo telegramma, inviato da Napoli il 23 agosto 1860, verso la Calabria, dato che i rivoltosi della Basilicata interruppero la linea telegrafica.
Visto l'aggravarsi della situazione, la mattina dello stesso 23 agosto, Pianell chiese a Francesco II di poter partire e assumere il comando delle truppe in Calabria. Il re aderì alla proposta, ma appena si sparse la voce che il Ministro della Guerra si sarebbe allontanato da Napoli con una brigata, si diffuse l'allarme di una rivolta, già preparata nei dettagli, che sarebbe scoppiata nella capitale. I preparativi della partenza procedettero comunque, quando, da Vial giunse il messaggio che otto piroscafi carichi di truppe nemiche erano a Torre del Faro pronti per salpare. Temendo uno sbarco presso la capitale, la partenza di Pianell fu sospesa fin tanto che non fosse stato conosciuto il luogo di destinazione dei piroscafi.
Intanto, in Calabria, la situazione precipitava. Il generale Melendez il 24 agosto si arrendeva con tremila uomini a Garibaldi e il generale Briganti che aveva fraternizzato con un conoscente garibaldino, nel tentativo di raggiungere Vial in borghese, fu riconosciuto e ucciso dai suoi soldati. A quel punto divenne difficile mantenere anche solo il controllo delle truppe.

#### Il piano estremo
Pianell, che vedeva sfumare i suoi piani di difesa della Calabria, ne ideò un altro per la difesa della capitale, da attuarsi presso Salerno. Tale piano prevedeva, al fine di rialzare il morale dei soldati, che il re marciasse con le truppe. L'anziano generale Raffaele Carrascosa ne fu entusiasta, così come la consorte di Francesco II, Maria Sofia di Baviera (favorevole a qualunque piano d'azione). Il generale principe di Ischitella, molto vicino al re, invece lo respinse così come il neogenerale Ferdinando Bosco. Entrambi non volevano che Francesco II lasciasse Napoli, il quale alla fine, indeciso sul da farsi, rinunciò a muoversi.

#### Le dimissioni

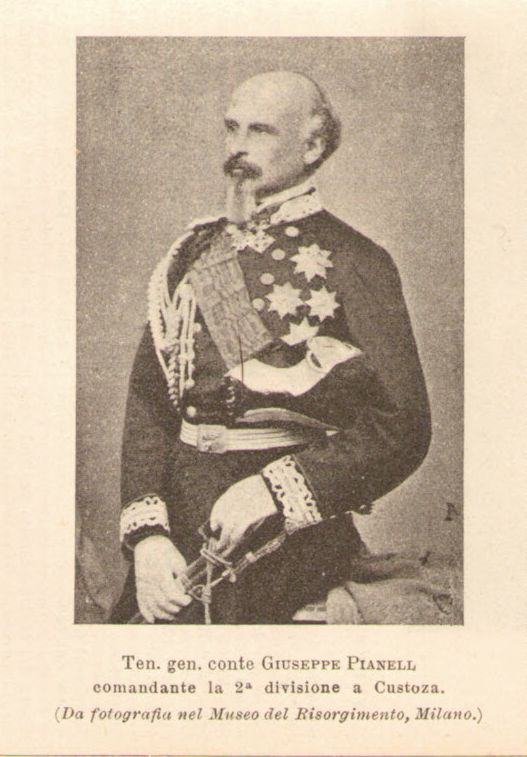
Giuseppe Salvatore Pianell negli anni 60 dell'Ottocento.

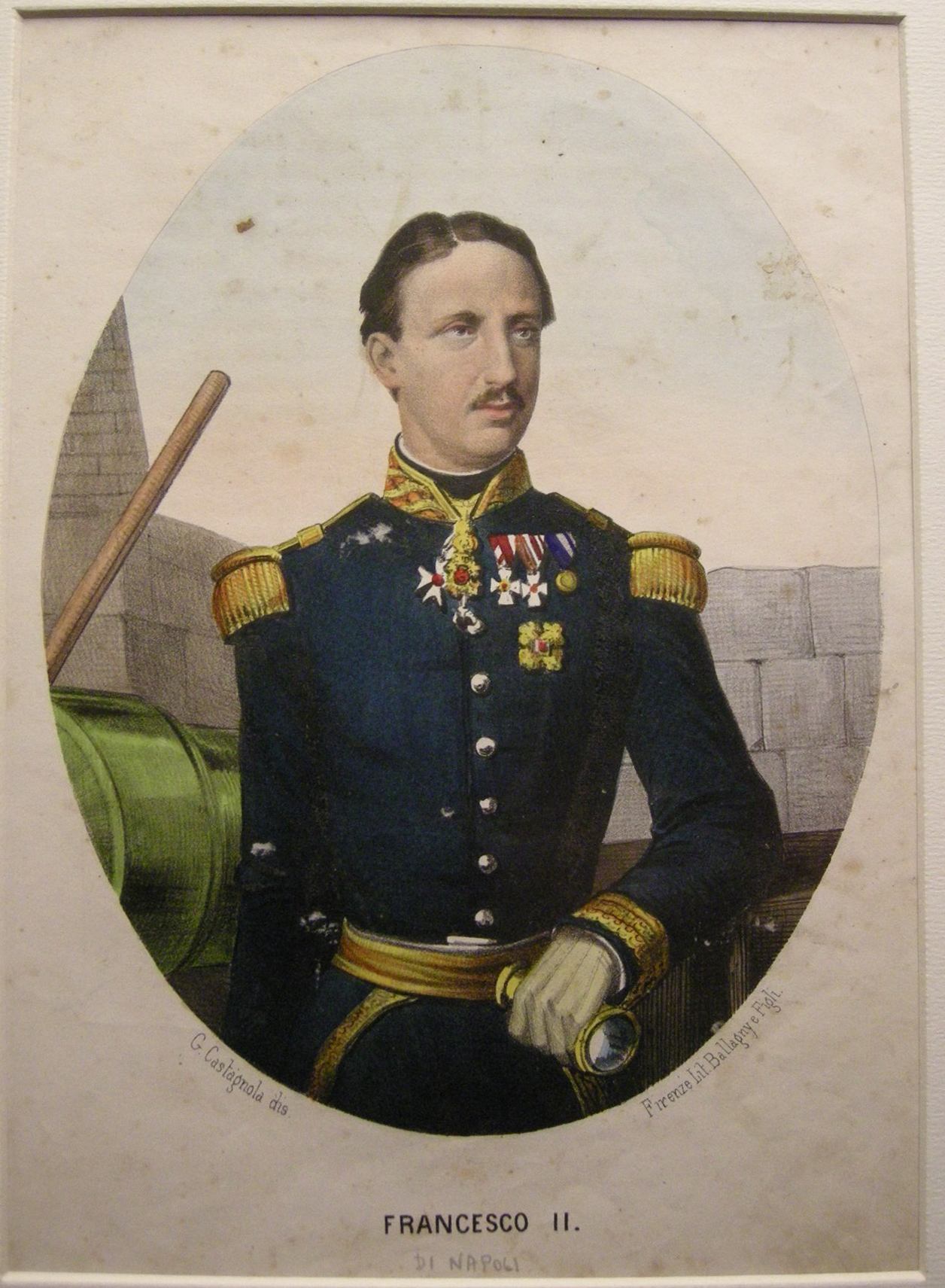
Francesco II di Borbone, di cui Pianell sottovalutò la volontà di resistenza dopo le sconfitte a Sud di Napoli.

Stabilita di nuovo la partenza di Pianell per Salerno dove avrebbe dovuto prendere il comando di una divisione, Francesco II, il 27 la sospese ancora. A questo punto il governo, in modo ufficioso, chiese al re di potersi dimettere dato che aveva fallito la sua missione di far accettare pacificamente la Costituzione.
Francesco II prese tempo ma quando Liborio Romano e Pianell gli annunciarono, nella notte tra il 29 e il 30 agosto, di aver scoperto una congiura reazionaria e il re rispose ironicamente, Pianell decise di insistere a qualunque costo sulle dimissioni. Allo scopo di far accettare la sostituzione dell'intero governo, il 30, Spinelli si recò da Francesco II e vi trovò il Conte di Trapani che accusò i ministri, ma soprattutto Pianell, di menzogne e slealtà.
Durante questi avvenimenti, il 30 agosto, completamente circondata, si arrendeva a Soveria Mannelli anche la divisione del generale Giuseppe Ghio.
Il 31 agosto Pianell, deciso ad agire anche da solo, scrisse una lettera al re (che gli consegnò il 2 settembre) nella quale si dichiarava esonerato di fatto dalla carica di Ministro della Guerra. Il giorno dopo, il governo diede ufficialmente le dimissioni. Per opposti motivi si dimisero dalle loro cariche militari anche il Conte di Trapani e il Conte di Trani (che però rientrò nei ranghi qualche mese dopo).
Una seconda lettera di Pianell a Francesco II, recapitata il 3 settembre, spiegava chiaramente i motivi delle dimissioni, causate soprattutto dalla incompatibilità fra il generale e l'ambiente di corte.
C'è da aggiungere che, come rivela nelle memorie e in una lettera del 1877 indirizzata a Francesco II ma mai spedita, Pianell sottovalutò la volontà di resistenza del re. Quando infatti Francesco II parlò di lasciare la capitale, Pianell credette che alla fine si sarebbe imbarcato sul piroscafo spagnolo Villa di Bilbao e sarebbe partito per la Spagna. Allo stesso modo Pianell sottovalutò la resistenza delle truppe napoletane rimaste fedeli.
Ottenuto il congedo dal re, partì il 5 settembre via mare per la Francia dove la moglie aveva parenti e dove trascorse i mesi fin quasi alla proclamazione del Regno d’Italia. Il 2 marzo 1861, infatti, dissolto il Regno delle Due Sicilie, Pianell tornò in Italia.

### Generale di divisione dell'Esercito italiano (1861-1866)

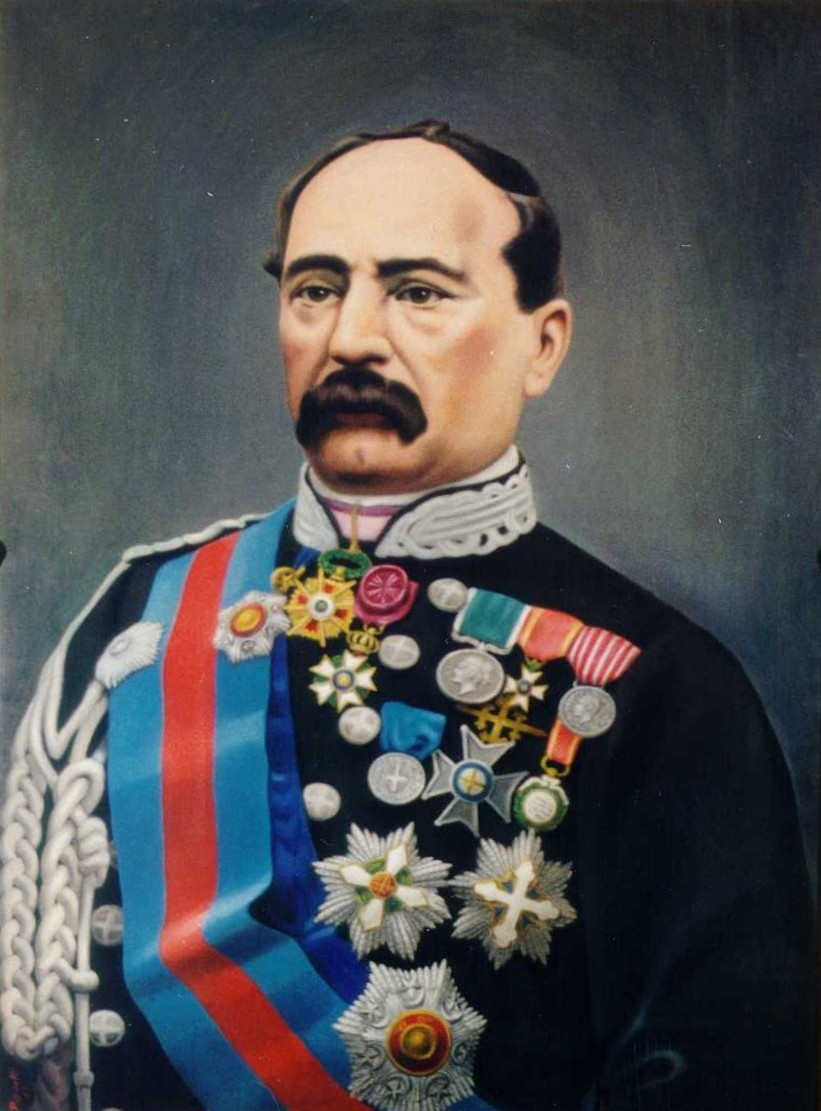
Il generale Manfredo Fanti, probabilmente la personalità più vicina a Pianell dopo il suo rientro in Italia nel 1861.

Due giorni dopo aver passato il confine franco-piemontese, il 4 marzo 1861, Pianell ebbe un lungo colloquio con Cavour e il giorno dopo con il generale Manfredo Fanti che lo accolse sotto la sua protezione. Il 17 marzo ottenne la nomina a Luogotenente Generale nell'Esercito italiano. Nei giorni seguenti a Milano e Bologna ebbe lunghi e cordiali colloqui con Alfonso La Marmora ed Enrico Cialdini. Il 12 giugno passò nel ruolo attivo come Ispettore di Fanteria.

#### Accusato da entrambe le parti
Il 4 agosto 1861 Pianell fu nominato di Commendatore dell'Ordine dei Santi Maurizio e Lazzaro e si dovette difendere dalle accuse dei democratici che ritenevano inammissibile che un ex generale borbonico fosse decorato assieme a Medici, Bixio e Turr. D'altro canto, a settembre, il giornale francese L'Ami de la Réligion accusò Pianell e un altro ex generale borbonico, Alessandro Nunziante, di essere stati corrotti dal governo piemontese. Indignato, Pianell rispose con una forte lettera sullo stesso giornale respingendo le accuse.
Il 26 ottobre 1861 fu nominato comandante della 7ª Divisione attiva a Forlì. La nomina destò perplessità in alcuni ambienti che non ritenevano Pianell, ex Ministro borbonico che non aveva aderito subito alla causa nazionale, idoneo a tale incarico. Il 4 febbraio 1862, in Senato, il Ministro della Guerra Alessandro Della Rovere difese la scelta della nomina e assieme al generale Fanti prese le parti di Pianell confermando la stima che aveva per lui.

#### Membro di Commissioni
Il 5 aprile 1862 Pianell ricevette la Croce di Grande Ufficiale dell'Ordine dei Santi Maurizio e Lazzaro. A maggio partì per Torino quale membro della Commissione per la revisione della legge sul reclutamento e il 17 novembre passò al comando della 19ª Divisione ad Alessandria. Ad agosto del 1863 fu incluso nella Commissione per la revisione del Codice penale militare e destinato ad ispezionare i comandi di Alessandria, Genova e Torino. Ad ottobre fu membro della Commissione per la revisione delle onorificenze e a febbraio del 1864 membro di una seconda Commissione per la revisione del Codice militare.

#### Verso la battaglia di Custoza

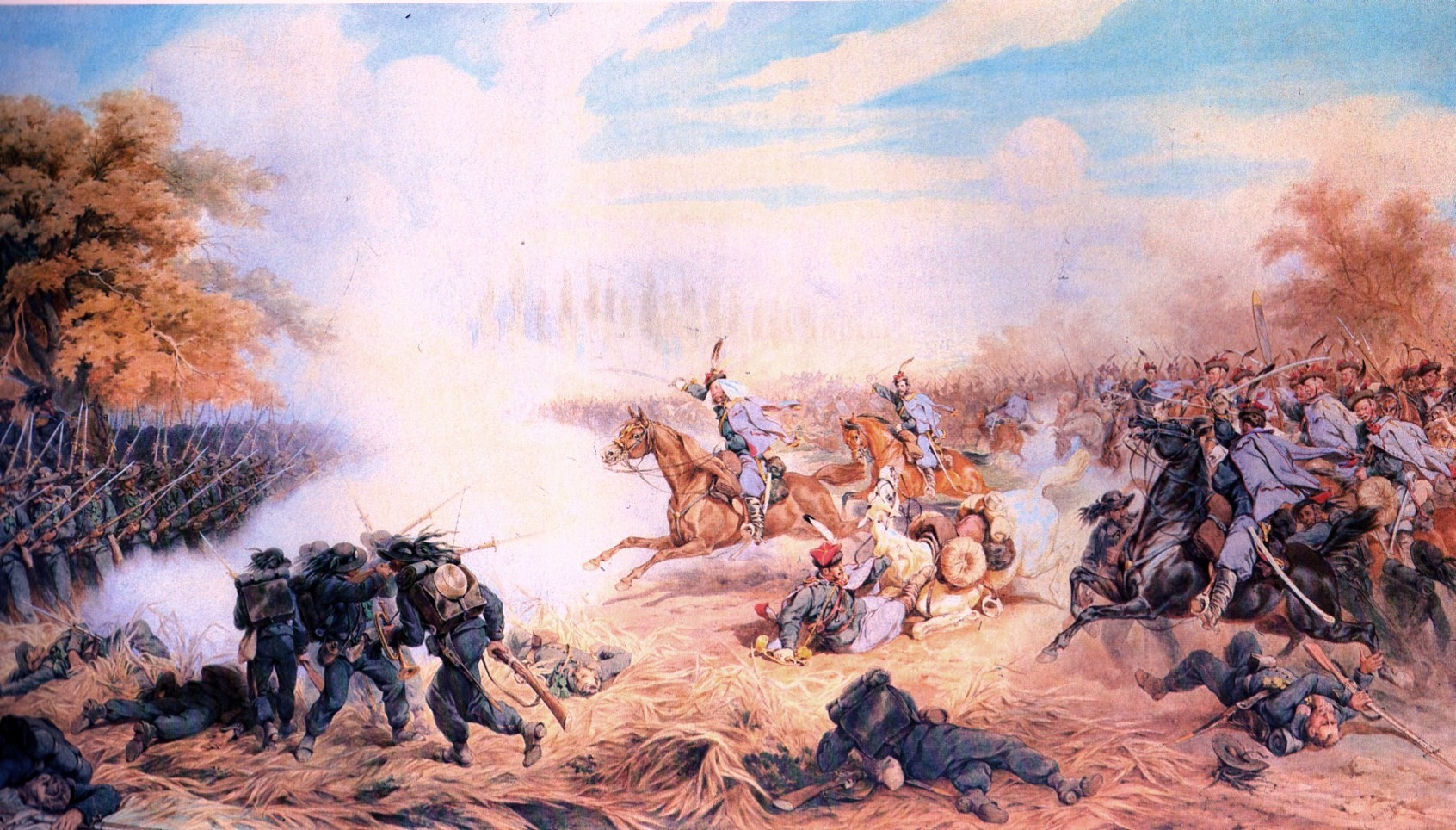
Nella battaglia di Custoza Pianell fu al comando della 2ª Divisione, l'unica, fra quelle italiane coinvolte al centro della battaglia, che tenne la posizione.

Conclusa l'alleanza con la Prussia, l'Italia, nell'aprile 1866 si preparò ad attaccare l'Austria. Il 4 maggio Pianell ricevette il comando della 2ª Divisione del Corpo d'Armata del generale Giovanni Durando, di stanza a Lodi.
Poche settimane prima dell'inizio delle ostilità, assieme all'altro ex generale borbonico Alessandro Nunziante, Pianell fu vittima di un piano, probabilmente ordito nella Roma pontificia, che ebbe come scopo di fomentare disordini nei reparti dell'Esercito italiano. Si sparsero infatti false notizie fra i soldati secondo le quali il generale Nunziante era stato fucilato per tradimento e Pianell era stato arrestato con l'accusa di voler consegnare la sua divisione agli austriaci alla prima occasione.
All'apertura delle ostilità, il 23 giugno 1866, Pianell, con la 2ª divisione dislocata appena a Nord di Monzambano, non aveva altro ordine che contenere la guarnigione austriaca della fortezza di Peschiera, qualora ne fosse uscita, e proteggere il fianco sinistro del resto del 1º Corpo d'Armata che avrebbe attraversato il Mincio.
Così fu: alcuni avamposti austriaci furono fatti ripiegare nella fortezza; vennero occupate delle posizioni sulla strada per la quale gli austriaci avrebbero potuto attaccare e gli altri reparti del 1º Corpo attraversarono, indisturbati, il fiume.
Il giorno dopo, al di là del Mincio, le truppe italiane si scontrarono con quelle austriache. Nella confusione solo 7 divisioni su 21 schierate per la guerra dagli italiani presero parte alla battaglia. Nonostante ciò alcuni reparti austriaci ripiegarono su Verona, ma tutte le divisioni italiane impegnate batterono in ritirata, spesso rovinosa, di fronte alla controffensiva nemica.

#### Custoza (24 giugno 1866)
Benché distante, accortosi dell'inizio della battaglia, Pianell prese l'iniziativa facendo avanzare vari battaglioni e ordinando alla Brigata "Siena" di marciare su Monzambano. Contemporaneamente giungevano dalla riva orientale del Mincio una grande quantità di soldati sbandati delle altre divisioni. Pianell, tenendo sempre le posizioni sulla strada dei ponti per guardarsi da un attacco da Peschiera, si organizzò per far defluire i fuggiaschi e face attraversare il fiume alla Brigata "Siena" che prese posizione a Est di Monzambano.
Subito dopo, suoi reparti dei Cavalleggeri Guide attaccarono le pendici del Monte Rosso subendo gravi perdite ma mettendo in fuga le truppe croate che lì si erano posizionate. Rivolta l'attenzione verso la fanteria, accortosi di un'esitazione del 5º Reggimento, Pianell lo raggiunse in prima linea e ne rinvigorì la fiducia. Così come per il 6º, respinto per tre volte dagli austriaci, ma che raggiunto da Pianell trovò la vittoria: le truppe avanzate della divisione di riserva austriaca del generale Rupprecht vennero messe in fuga o si arresero.
La 2ª divisione di Pianell, che ebbe comunque poi l'ordine di ripiegare, fu l'unica divisione italiana impegnata nella battaglia di Custoza a mantenere la posizione (sulle due sponde del Mincio) e respingere le forze nemiche che avrebbero potuto aggirare il fianco sinistro dello schieramento. Pianell catturò 560 austriaci fra cui 8 ufficiali e consentì e scortò la ritirata dalla 1ª Divisione. Essendo il generale Durando ferito, assunse il comando del 1º Corpo d'Armata quale generale di divisione più anziano il 25 giugno 1866.
Lo stesso Alfonso La Marmora, comandante dell'armata dove era inquadrata la divisione di Pianell, ammise nel suo rapporto il valore dell'ex generale borbonico: «La ritirata si effettuò senza disordine, contribuendovi essenzialmente le opportune disposizioni prese dai generali Durando e Pianell. Il generale Pianell [...] avvertita la piega sfavorevole del combattimento in cui era impegnata la divisione [del generale Enrico] Cerale, per propria iniziativa fece passare il Mincio ad una brigata con quattro pezzi [d'artiglieria], e giunse in tempo ad arrestare la marcia di colonne nemiche che intendevano girarne la sinistra. Le respinse e fece varie centinaia di prigionieri».

### Generale di Corpo d'Armata (1866-1892)

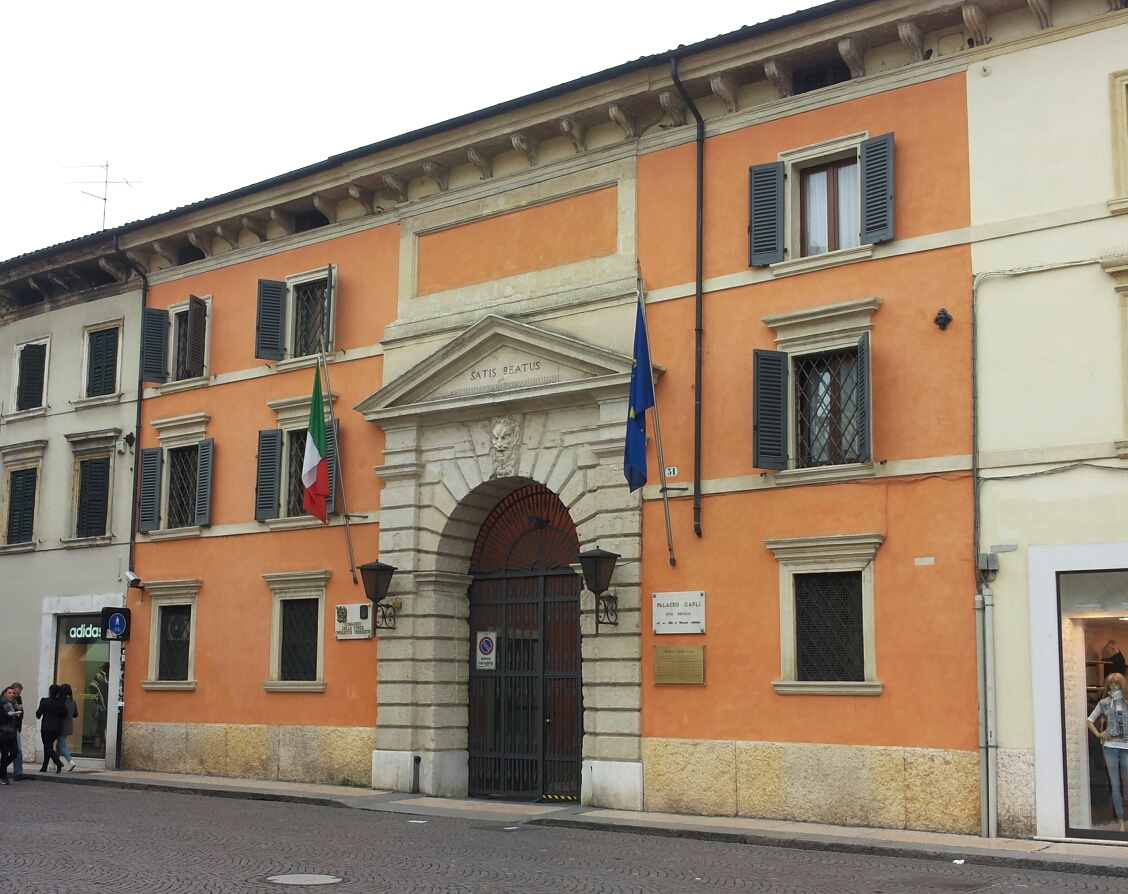
Palazzo Carli a Verona, sede del comando militare, residenza e luogo di morte di Pianell.

L'impresa di Monzambano diffuse in tutta Italia e anche al di là delle Alpi la fama di Pianell che divenne uno dei simboli dell'unità nazionale. Nello stesso tempo l'impresa servì a bilanciare, almeno in parte, la perdita di prestigio dell'Italia per la sconfitta di Custoza.
Continuando lo stato di guerra, nel settembre 1866 si fece gravoso il problema dei prigionieri austriaci, le cui penose condizioni furono migliorate da Pianell che intanto aveva spostato il comando a Treviso. I prigionieri furono trasferiti in locali più spaziosi, fu riorganizzato il rancio, si dispose per un miglioramento delle condizioni igieniche e fu loro fornito il vestiario necessario. Furono perfino istituiti un campo di bocce e altri svaghi per trascorrere il tempo.
Al termine delle ostilità (3 ottobre 1866) per gli accordi stipulati in precedenza con la Francia, l'Austria dovette cedere il Veneto all'Italia e il 1º Corpo d'Armata di Pianell ebbe il compito di occupare la regione. A metà ottobre Pianell fu nominato comandante del Dipartimento di Verona (grado corrispondente a Generale di Corpo d'Armata) e il 7 novembre 1866 partecipò alle cerimonie di presa di possesso di Venezia da parte di Vittorio Emanuele II. Un mese dopo fu decorato con la Croce di Grand'Ufficiale dell'Ordine Militare di Savoia per l'iniziativa presa nella battaglia di Custoza. Lo stesso giorno, l'8 dicembre, rifiutò l'offerta fattagli da Cialdini della carica di Ministro della Guerra.

#### Deputato
Il 17 maggio 1867 fu convalidata dal ballottaggio l'elezione di Pianell alla Camera dei deputati per il seggio del 1° Collegio di Napoli (Quartiere Chiaia). Egli cominciò, quindi, a partecipare ai lavori parlamentari a Firenze, allora capitale del Regno. Unitosi alla Destra storica, si batté, invano, contro l'abolizione dei Grandi Comandi territoriali dell'Esercito e contro la legge sull'Asse ecclesiastico. Benché, poi, il governo presieduto dall'esponente della Sinistra Rattazzi, accettò le sue proposte per potenziare l'addestramento delle truppe.

#### Il viaggio in Europa centrale

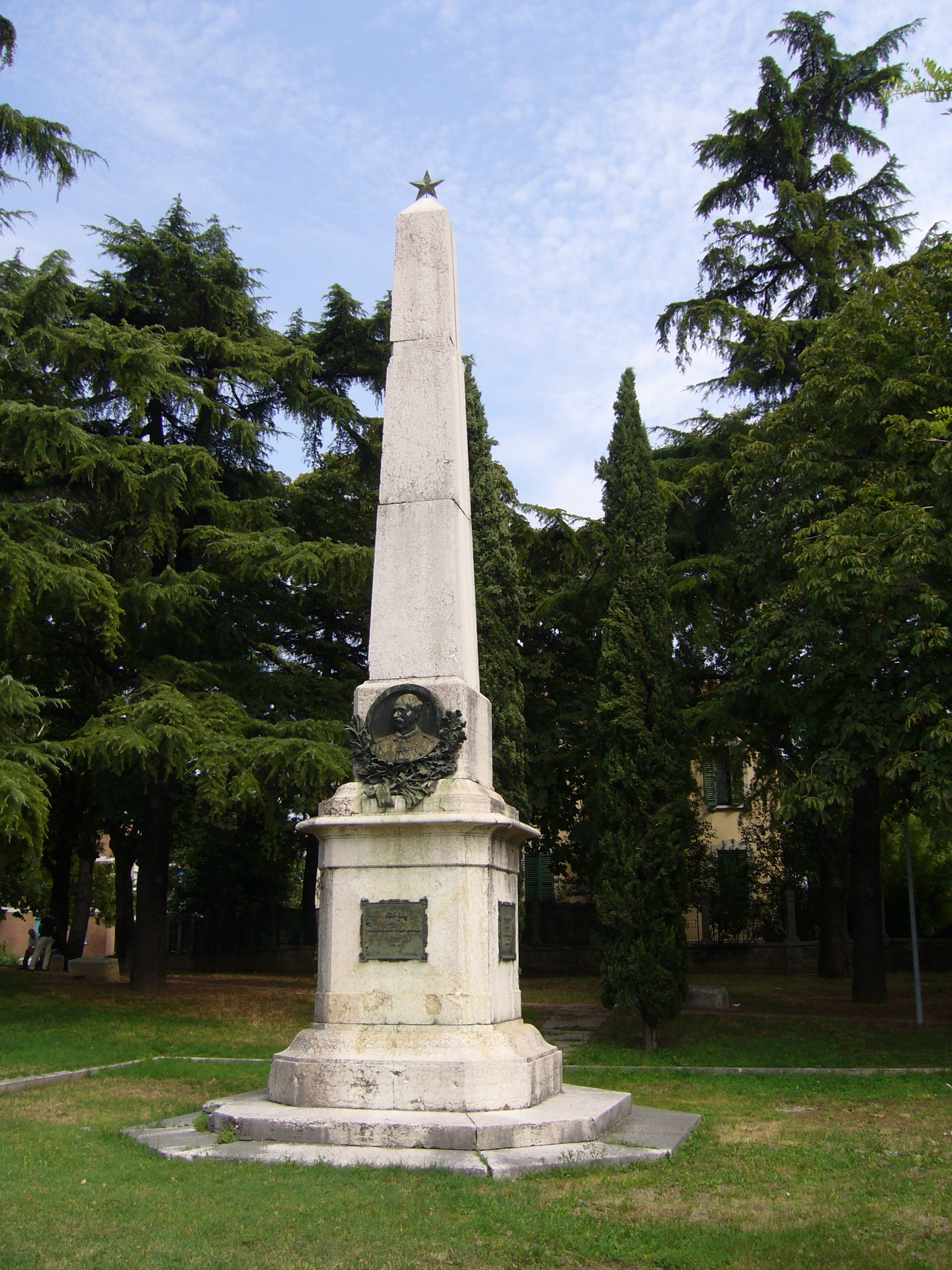
Il monumento a Pianell eretto a Verona nei giardini di viale Piave.

Pianell comandante delle forze in Italia del nord

Dopo aver ricevuto dall'Austria il titolo di Commendatore dell'Ordine Imperiale di Leopoldo nel marzo 1867, e aver rifiutato anche a Menabrea l'offerta della carica a Ministro della Guerra (ottobre 1867), Pianell, nell'estate del 1868, partì per un viaggio di interesse militare in Austria e Prussia.
Il generale iniziò il viaggio a Monaco e proseguì per Steyr, in Austria, dove visitò le fabbriche di fucili. Il 23 luglio a Vienna conobbe il Ministro della Guerra Kuhn e nei giorni successivi visitò la grande caserma Franz-Joseph, l'Ufficio Geografico, la Scuola Centrale di Cavalleria e l'Arsenale, dove si interessò al cannoncino Gatling, l'antesignano della mitragliatrice.
Ai primi di agosto assistette alle manovre degli Ussari e a Tulln visitò la caserma del Genio e uno stabilimento ferroviario. Nei giorni successivi si recò a Budapest, Praga e Dresda. Il 26 agosto 1868 arrivò a Berlino dove il 31 assistette, primo generale italiano, alle manovre dell'Esercito prussiano, che lo sorpresero per vivacità e precisione. Lo stesso giorno fu ricevuto sia dal re Guglielmo che dall'erede al trono Federico, di idee liberali, con il quale si intrattenne in lunghi e cordiali colloqui e con cui partì a metà settembre per assistere per tre giorni alle manovre militari in Pomerania.
Tornato a Verona Pianell, a fine novembre, fu insignito dell'Ordine prussiano dell'Aquila Rossa di 1ª classe.

#### Comandante delle forze in Italia del Nord
Nell'ambito della riorganizzazione delle unità militari, il 2 luglio 1869 fu comunicata a Pianell la nomina a comandante del 2º Corpo dell'Esercito, con giurisdizione su tutta l'Italia settentrionale. Il 14 gennaio 1870 il generale si recò per un viaggio istituzionale a Napoli dove, con il principe Umberto, partecipò, il 7 febbraio, a una serata di gala a Palazzo Reale, l'antica dimora dei Borbone. Tornato a Verona, scoppiata la Guerra franco-prussiana, Pianell fu convocato d'urgenza a Firenze per sostituire il Ministro della Guerra Govone che aveva avuto gravi problemi nervosi; ancora una volta oppose un fermo rifiuto. Dopo la presa di Roma, nel novembre del 1870, Pianell subì una sconfitta alle elezioni della Camera dei deputati a Napoli, ma nel 1871 fu nominato Senatore a vita per volontà di Vittorio Emanuele II.

#### Gli ultimi tempi
Nel 1882 Pianell, quale comandante delle forze dell'Italia del Nord, organizzò e guidò con successo i soccorsi per l'alluvione di Verona e del Polesine. Per riconoscenza la giunta municipale veronese gli conferì la nomina di cittadino onorario e nel 1887 gli fu conferita la più alta onorificenza del Regno d'Italia: il Collare della Santissima Annunziata. Chiese, ma non ottenne mai di poter andare in congedo.
Compì, allora, il suo dovere fino all'ultimo: il 20 marzo 1892 in occasione della parata annuale a Verona per il compleanno di re Umberto I, nonostante la pioggia insistente, rimase immobile a cavallo in attesa che sfilassero tutti i reparti intervenuti. Pochi giorni dopo, nel suo appartamento di Palazzo Carli, sede anche del Comando militare, si mise a letto con una bronchite e il 5 aprile 1892, dopo aver ricevuto i conforti religiosi, spirò fra i suoi familiari, a 73 anni.

## Opere di Pianell
- Giuseppe Salvatore Pianell, Le grandi manovre autunnali del II corpo d'esercito nell'anno 1869, istruzioni alle truppe e rapporto al Ministero della Guerra, del luogotenente generale conte Pianell, Carlo Voghera, Firenze, 1870.
- Giuseppe Salvatore Pianell, Le grandi manovre dell'anno 1871. Rapporto del luogotenente generale conte Pianell, Carlo Voghera, Roma, 1872.
- Giuseppe Salvatore Pianell, I corpo d'armata di manovra : ordine del giorno generale n. 1, G. Vianini, Verona, 1878.
- Giuseppe Salvatore Pianell, Relazione sommaria sulle esercitazioni d'assedio intorno a Verona nel Luglio 1887, Carlo Voghera, Roma, 1887.
- Giuseppe Salvatore Pianell, Lettere del generale Pianell e Ricordi familiari, Francesco Giannini e Figli, Napoli, 1901.
- Giuseppe Salvatore Pianell e Eleonora Pianell Ludolf, Il generale Pianell. Memorie (1859-1892), Firenze, G. Barbera, 1902.

### Sul contesto storico
- Raffaele de Cesare, La fine di un regno, prima edizione 1895, edizione consultata: Longanesi & C, Milano, 1969.
- Pier Giusto Jaeger, Francesco II di Borbone. L'ultimo re di Napoli, Mondadori, Milano, 1982.
- Harold Acton, The Last Bourbons of Naples (Ediz. Ital. Gli ultimi Borboni di Napoli (1825-1861), Giunti, Firenze, 1997 ISBN 88-09-21256-8).